# コンコルディア/Concordia
『コンコルディア/Concordia』（原題：Concordia）は、クリスティアーネ・パウル、ルース・ブラッドリー、ナンナ・ブロンデル、スティーヴン・ソワー、ジョナス・ネイが出演した2024年のテレビシリーズ。フランク・デルガーがショーランナー兼製作総指揮を務め、ニコラス・ラッツ、マイク・ウォルデン、アイラ・ヴァン・トリヒトが脚本を担当し、バーバラ・エーダーが監督した。
ドイツ本国では、2024年9月14日にストリーミングサービスZDFmediathekで配信され、2024年10月20日と21日に3話ずつ第2ドイツテレビで初放送された。このドラマは主に英語で撮影されたため、ドイツ語吹替が製作された。
日本では、2024年11月8日からHuluで独占配信されている。

## キャスト
※括弧内は日本語吹替。
シア・ライアン
演 - ルース・ブラッドリー（本田貴子）
イザベル・ラーソン
演 - ナンナ・ブロンデル（斉藤梨絵）
ジュリアナ・エリクセン
演 - クリスティアーネ・パウル（塩田朋子）
ノア・エリクセン
演 -  シュテヴェン・ゾヴァー（杉村憲司）
A・J・オオバ
演 - 中島健人（中島健人）
レオン
演 - ヨナス・ネイ（武藤正史）
マチルド
演 - ジョセフィン・ジュベール（桜庭有紗）
ファティマ・アミン
演 - アハド・カメル（堀越真己）
ハンナ
演 - カロリーヌ・アイヒホルン（唐沢潤）
ピーター
演 - Duncan Green（村治学）
アレクサンドル
演 - ヒューゴ・ベッカー（上田燿司）
ヴェロニカ
演 - Cara Kelly（久保田民絵）
エロディ
演 - アルバ・ガイア・ベルージ（清水理沙）
テッサ・カユー
演 - メイヴ・メテルカ（松浦裕美子）
キャシー・ミラー夫人
演 - ダルシー・スマート（幸田直子）
オリヴァー
演 - Louis Landau（平野潤也）
アジーム・マフムード
演 - モハメド・アシュール（白熊寛嗣）
オスカル・エクルンド
演 - セット・スジョストランド（江頭宏哉）

## スタッフ

### 日本語吹替版スタッフ
翻訳：川又勝利、演出：依田孝利、錄音・調整：山本和利 オムニバス・ジャパン、制作：東北新社